# Majavarivier (Muonio)
Majavarivier  (Zweeds – Fins: Majavajoki) is een rivier annex beek, die stroomt in de Zweedse  gemeente Pajala. De rivier/beek ontvangt water van de moerassen van de Puristavallei. Ze stroomt naar het oosten en stroomt na vijf kilometer de Muonio in.
Afwatering: Majavarivier → Muonio → Torne → Botnische Golf